# Saison 2011 de Women's Professional Soccer
Navigation
WPS 2010
La saison 2011 de Women's Professional Soccer est la troisième et la dernière saison du Women's Professional Soccer (WPS), le championnat professionnel américain de soccer féminin.

## Carte
| Breakers Sky Blue FC magicJack Independence Beat Flash |

## Les équipes participantes en 2011
Pour cette troisième édition de la Women's Professional Soccer, 6 équipes prennent part à la compétition.

| Équipe                    | Stade actuel            | Ville actuelle                  | Participation WPS | Année de création |
| ------------------------- | ----------------------- | ------------------------------- | ----------------- | ----------------- |
| Atlanta Beat              | KSU Soccer Stadium      | Kennesaw, Géorgie               | depuis 2010       | 2009              |
| Boston Breakers           | Harvard Stadium         | Boston, Massachusetts           | depuis 2009       | 2001              |
| Philadelphia Independence | John A. Farrell Stadium | West Chester, Pennsylvanie      | depuis 2010       | 2009              |
| Sky Blue FC               | Yurcak Field            | Piscataway Township, New Jersey | depuis 2009       | 2008              |
| magicJack                 | FAU Soccer Field        | Boca Raton, Floride             | depuis 2009       | 2001              |
| Western New York Flash    | Sahlen's Stadium        | Rochester, New York             | depuis 2011       | 2008              |

## Changements par rapport à la saison 2010
- Les champions en titre, le FC Gold Pride ne disputent pas cette saison, pour cause de dissolution à la suite de problèmes financiers[1]
- Les Chicago Red Stars pour les mêmes problèmes ne disputent pas cette saison mais espèrent disputer la saison suivante en 2012. Pour la saison 2011, les Red Stars jouent dans la Women's Premier Soccer League[2].
- Le Buffalo Flash, champion 2010 dans la W-League rejoint la ligue et le club se nommera Western New York Flash.
- Les Washington Freedom sont renommés les « magicJack » et sont relocalisés à Boca Raton en Floride à la suite d'un changement de propriétaire.

## Compétition

### Format
- La saison régulière commence le 9 avril et se termine le 14 août. Certains matchs se dérouleront durant la Coupe du monde de football féminin 2011. Les play-offs se dérouleront dans la foulée pour se terminer fin août.
- Chaque équipe joue 18 matchs. Ils se décomposent de la façon suivante :

- 4 matchs (2 à domicile et 2 à l'extérieur) contre 3 équipes

- 3 matchs (2 à domicile et 1 à l'extérieur) contre 1 équipe

- 3 matchs (1 à domicile et 2 à l'extérieur) contre 1 équipe
- Le format des play-offs est identique aux saisons 2009 et 2010.

Les 4 premières équipes se qualifient pour les play-offs. L'équipe qui termine en tête de la saison régulière est automatiquement qualifiée pour la finale du championnat. Les 3e et 4e de la saison régulière s'affronteront au premier tour. Le gagnant affrontera le 2e de la saison régulière lors de la super demi-finale. Le vainqueur de ce dernier match jouera la finale du championnat face à l'équipe qui a fini en tête de la saison régulière. Chaque match se déroulant chez l'équipe la mieux classée.
En cas d'égalité de points, les critères suivants sont utilisés afin de départager les équipes :
1. Points pris dans les confrontations directes
2. Différence de buts dans les confrontations directes
3. Différence de buts générale
4. Nombre de buts marqués
5. Points marqués à l'extérieur
6. Différence de buts à l'extérieur
7. Nombre de buts marqués à l'extérieur
8. Tirage à la pièce[3]

### Résultats
| Atlanta Beat              | BOS | SB  | WNY | WNY | mJ  | PHI | SB  | mJ  | PHI | mJ  | BOS | SB  | BOS | PHI | mJ  | PHI | WNY | WNY |
| Atlanta Beat              | 1-4 | 1-0 | 2-2 | 0-3 | 0-2 | 1-2 | 0-3 | 0-4 | 0-0 | 2-3 | 0-0 | 0-1 | 0-2 | 0-1 | 0-0 | 0-1 | 0-2 | 0-2 |
| Boston Breakers           | ATL | WNY | mJ  | SB  | PHI | WNY | PHI | SB  | mJ  | SB  | ATL | ATL | WNY | PHI | mJ  | WNY | mJ  | SB  |
| Boston Breakers           | 4-1 | 1-2 | 0-1 | 1-0 | 0-2 | 2-3 | 1-1 | 1-2 | 2-1 | 0-0 | 0-0 | 2-0 | 2-2 | 0-1 | 0-4 | 1-2 | 0-2 | 2-0 |
| magicJack                 | BOS | PHI | ATL | WNY | ATL | BOS | ATL | PHI | PHI | SB  | WNY | ATL | SB  | BOS | SB  | BOS | WNY | PHI |
| magicJack                 | 1-0 | 2-1 | 2-0 | 0-3 | 4-0 | 1-2 | 3-2 | 0-6 | 1-3 | 2-2 | 1-3 | 0-0 | 0-2 | 4-0 | 3-2 | 2-0 | 1-2 | 2-1 |
| Philadelphia Independence | SB  | mJ  | BOS | ATL | BOS | WNY | ATL | WNY | mJ  | mJ  | SB  | WNY | ATL | SB  | BOS | ATL | SB  | mJ  |
| Philadelphia Independence | 2-2 | 1-2 | 2-0 | 2-1 | 1-1 | 1-2 | 0-0 | 1-0 | 6-0 | 3-1 | 4-3 | 2-1 | 1-0 | 0-2 | 1-0 | 1-0 | 2-1 | 1-2 |
| Sky Blue FC               | PHI | ATL | BOS | WNY | ATL | BOS | WNY | BOS | ATL | PHI | mJ  | WNY | PHI | mJ  | WNY | mJ  | PHI | BOS |
| Sky Blue FC               | 2-2 | 0-1 | 0-1 | 1-3 | 3-0 | 2-1 | 2-2 | 0-0 | 1-0 | 3-4 | 2-2 | 0-2 | 2-0 | 2-0 | 1-4 | 2-3 | 1-2 | 0-2 |
| Western New York Flash    | BOS | ATL | ATL | SB  | BOS | mJ  | PHI | SB  | PHI | PHI | SB  | mJ  | BOS | SB  | BOS | ATL | mJ  | ATL |
| Western New York Flash    | 2-1 | 2-2 | 3-0 | 3-1 | 3-2 | 3-0 | 2-1 | 2-2 | 0-1 | 1-2 | 2-0 | 3-1 | 2-2 | 4-1 | 2-1 | 2-0 | 2-1 | 2-0 |

Calendrier 2011

### Classement
| Rang | Équipe                    | Pts | J  | G  | N | P  | Bp | Bc | Diff |
| ---- | ------------------------- | --- | -- | -- | - | -- | -- | -- | ---- |
| 1    | Western New York Flash    | 42  | 18 | 13 | 3 | 2  | 40 | 18 | +22  |
| 2    | Philadelphia Independence | 36  | 18 | 11 | 3 | 4  | 31 | 18 | +13  |
| 3    | magicJack                 | 281 | 18 | 9  | 2 | 7  | 29 | 29 | 0    |
| 4    | Boston Breakers           | 192 | 18 | 5  | 4 | 9  | 19 | 24 | -5   |
| 5    | Sky Blue FC               | 19  | 18 | 5  | 4 | 9  | 24 | 29 | -5   |
| 6    | Atlanta Beat              | 7   | 18 | 1  | 4 | 13 | 7  | 32 | -25  |

| Légende Play-offs | Légende Play-offs                                             |
| ----------------- | ------------------------------------------------------------- |
|                   | Equipe qualifiée automatiquement pour la finale des play-offs |
|                   | Equipe qualifiée pour les play-offs                           |

Note 1 : 1 point en moins pour le magicJack, le 12 mai pour différentes violations du règlement de la WPS.

Note 2 : Boston devance Sky Blue grâce à une meilleure différence particulière (7 points à 4).

### Play-offs
|  | Premier tour                      | Premier tour                      | Premier tour                  | Premier tour                  |                                              |       | Super demi-finale | Super demi-finale | Super demi-finale | Super demi-finale |  |  | Finale WPS                                | Finale WPS | Finale WPS | Finale WPS |
|  |                                   |                                   |                               |                               |                                              |       |                   |                   |                   |                   |  |  |                                           |            |            |            |
|  |                                   |                                   |                               |                               |                                              |       |                   |                   |                   |                   |  |  | 27 août 2011, Sahlen's Stadium, Rochester |            |            |            |
|  |                                   |                                   |                               |                               |                                              |       |                   |                   |                   |                   |  |  |                                           |            |            |            |
|  |                                   |                                   |                               |                               |                                              |       |                   |                   |                   |                   |  |  |                                           |            |            |            |
|  |                                   |                                   |                               |                               |                                              |       |                   |                   |                   |                   |  |  |                                           |            |            |            |
|  |                                   |                                   |                               |                               |                                              |       |                   |                   |                   |                   |  |  |                                           |            |            |            |
|  |                                   |                                   |                               |                               |                                              |       |                   |                   |                   |                   |  |  |                                           |            |            |            |
|  |                                   |                                   |                               |                               |                                              |       |                   |                   |                   |                   |  |  |                                           |            |            |            |
|  |                                   |                                   |                               |                               |                                              |       |                   |                   |                   |                   |  |  |                                           |            |            |            |
|  |                                   |                                   |                               |                               |                                              |       |                   |                   |                   |                   |  |  |                                           |            |            |            |
|  |                                   | 20 août 2011, PPL Park, Chester   |                               |                               |                                              |       |                   |                   |                   |                   |  |  |                                           |            |            |            |
|  |                                   |                                   |                               |                               |                                              |       |                   |                   |                   |                   |  |  |                                           |            |            |            |
|  | (1) Western New York Flash t.a.b. | (1) Western New York Flash t.a.b. | 1 (5)                         | 1 (5)                         |                                              |       |                   |                   |                   |                   |  |  |                                           |            |            |            |
|  | (1) Western New York Flash t.a.b. | (1) Western New York Flash t.a.b. | 1 (5)                         | 1 (5)                         |                                              |       |                   |                   |                   |                   |  |  |                                           |            |            |            |
|  |                                   |                                   | (2) Philadelphia Independence | (2) Philadelphia Independence | 1 (4)                                        | 1 (4) |                   |                   |                   |                   |  |  |                                           |            |            |            |
|  |                                   |                                   |                               |                               | 1 (4)                                        | 1 (4) |                   |                   |                   |                   |  |  |                                           |            |            |            |
|  |                                   |                                   |                               |                               |                                              |       |                   |                   |                   |                   |  |  |                                           |            |            |            |
|  |                                   |                                   |                               |                               |                                              |       |                   |                   |                   |                   |  |  |                                           |            |            |            |
|  | (2) Philadelphia Independence     | (2) Philadelphia Independence     | 2                             | 2                             |                                              |       |                   |                   |                   |                   |  |  |                                           |            |            |            |
|  | (2) Philadelphia Independence     | (2) Philadelphia Independence     | 2                             | 2                             | 17 août 2011, FAU Soccer Stadium, Boca Raton |       |                   |                   |                   |                   |  |  |                                           |            |            |            |
|  |                                   |                                   | (3) magicJack                 | (3) magicJack                 | 0                                            | 0     |                   |                   |                   |                   |  |  |                                           |            |            |            |
|  | (3) magicJack                     | (3) magicJack                     | (3) magicJack                 | (3) magicJack                 | 0                                            | 0     | 3                 | 3                 |                   |                   |  |  |                                           |            |            |            |
|  | (3) magicJack                     | (3) magicJack                     |                               |                               |                                              |       |                   | 3                 |                   |                   |  |  |                                           |            |            |            |
|  | (4) Boston Breakers               | (4) Boston Breakers               | 1                             | 1                             |                                              |       |                   |                   |                   |                   |  |  |                                           |            |            |            |
|  | (4) Boston Breakers               | (4) Boston Breakers               | 1                             | 1                             |                                              |       |                   |                   |                   |                   |  |  |                                           |            |            |            |
|  |                                   |                                   |                               |                               |                                              |       |                   |                   |                   |                   |  |  |                                           |            |            |            |

## Phase finale

### Premier tour
| 17 août 2011 | magicJack                           | 3 - 1                                    | Boston Breakers | FAU Soccer Stadium, Boca Raton                   |                                                  |
|              | Wambach 6e 57e (pen.) · Rapinoe 61e |                                          | Winters 31e     | Spectateurs : 2 075 Arbitrage : Christina Ibanez | Spectateurs : 2 075 Arbitrage : Christina Ibanez |
|              | Rapport                             | Buehler 17e · Hemmings 35e · Winters 81e |                 | Spectateurs : 2 075 Arbitrage : Christina Ibanez | Spectateurs : 2 075 Arbitrage : Christina Ibanez |

### Super Demi-finale
| 20 août 2011 | Philadelphia Independence | 2 - 0                     | magicJack | PPL Park, Chester                         |                                           |
|              | Kai 46e · Rodriguez 81e   |                           |           | Spectateurs : 5 410 Arbitrage : Ted Unkel | Spectateurs : 5 410 Arbitrage : Ted Unkel |
|              |                           | Rampone 12e · Wambach 86e |           | Spectateurs : 5 410 Arbitrage : Ted Unkel | Spectateurs : 5 410 Arbitrage : Ted Unkel |

### Finale WPS
| 27 août 2011                                  | Western New York Flash | 1 - 1 a. p.                                      | Philadelphia Independence | Sahlen's Stadium, Rochester                 |                                             |
|                                               | Sinclair 64e           |                                                  | Rodriguez 88e             | Spectateurs : 10 461 Arbitrage : Kari Seitz | Spectateurs : 10 461 Arbitrage : Kari Seitz |
| Edwards 25e · Goebel 96e, 108e · Marta 103e   | Rapport                | Rodriguez 90+3e ·                                |                           | Spectateurs : 10 461 Arbitrage : Kari Seitz | Spectateurs : 10 461 Arbitrage : Kari Seitz |
| Marta · Sinclair · Zerboni · Seger · Averbuch | Tirs au but 5 – 4      | Sanderson · Adams · Robinson · Boquete · del Rio |                           | Spectateurs : 10 461 Arbitrage : Kari Seitz | Spectateurs : 10 461 Arbitrage : Kari Seitz |

## Récompenses

### Récompenses annuelles
La WPS annonce les gagnants le 17 août 2011.
| Trophée                     | Vainqueur        | Club                      |
| --------------------------- | ---------------- | ------------------------- |
| Joueuse de l'année          | Verónica Boquete | Philadelphia Independence |
| Défenseur de l'année        | Whitney Engen    | Western New York Flash    |
| Gardienne de l'année        | Ashlyn Harris    | Western New York Flash    |
| Rookie de l'année           | Christen Press   | magicJack                 |
| Entraîneur de l'année       | Paul Riley       | Philadelphia Independence |
| Joueuse implication sociale | Nikki Krzysik    | Philadelphia Independence |
| Meilleure buteuse           | Marta            | Western New York Flash    |

Le 27 août, après la finale, Christine Sinclair est nommée joueuse MVP du Championnat 2011.

### Joueuses du mois
| Mois | Joueuse             | Club                   | Statistique          |
| ---- | ------------------- | ---------------------- | -------------------- |
| Mai  | McCall Zerboni (en) | Western New York Flash | 2 B, 2 P en 5 matchs |

### Joueuses de la semaine
| Seamine                                                                   | Joueuse              | Club                      | Stats                                                               |
| ------------------------------------------------------------------------- | -------------------- | ------------------------- | ------------------------------------------------------------------- |
| Semaine 1                                                                 | Allie Long           | Sky Blue FC               | « Lien »(Archive.org • Wikiwix • Archive.is • Google • Que faire ?) |
| Semaine 2                                                                 | Allison Lipsher (en) | Atlanta Beat              | 11 arrêts, 0 BE                                                     |
| « Semaine 3 »(Archive.org • Wikiwix • Archive.is • Google • Que faire ?)  | Allison Lipsher (en) | Atlanta Beat              | 10 arrêts                                                           |
| « Semaine 4 »(Archive.org • Wikiwix • Archive.is • Google • Que faire ?)  | Christine Sinclair   | Western New York Flash    | 2 B, BV                                                             |
| « Semaine 5 »(Archive.org • Wikiwix • Archive.is • Google • Que faire ?)  | Marta                | Western New York Flash    | 2 P, 1 B, BV                                                        |
| « Semaine 6 »(Archive.org • Wikiwix • Archive.is • Google • Que faire ?)  | McCall Zerboni (en)  | Western New York Flash    | 1 P, 2 B, BV                                                        |
| « Semaine 7 »(Archive.org • Wikiwix • Archive.is • Google • Que faire ?)  | Caroline Seger       | Western New York Flash    | 2 B                                                                 |
| « Semaine 8 »(Archive.org • Wikiwix • Archive.is • Google • Que faire ?)  | Abby Wambach         | magicJack                 | 3 B, BV                                                             |
| « Semaine 9 »(Archive.org • Wikiwix • Archive.is • Google • Que faire ?)  | Meghan Klingenberg   | Boston Breakers           | 1 B, 1 P, BV                                                        |
| Semaine 10                                                                | Alyssa Naeher        | Boston Breakers           | 0 BE, 1 PE                                                          |
| Semaine 11                                                                | Veronica Boquete     | Philadelphia Independence | 3 P, 1 B                                                            |
| Semaine 12                                                                | Casey Nogueira       | Sky Blue FC               | 1 B, BV                                                             |
| Semaine 13                                                                | Natasha Kai          | Philadelphia Independence | 3 B + 1 B                                                           |
| « Semaine 14 »(Archive.org • Wikiwix • Archive.is • Google • Que faire ?) | Verónica Boquete     | Philadelphia Independence | 1 B                                                                 |
| « Semaine 15 »(Archive.org • Wikiwix • Archive.is • Google • Que faire ?) | Christine Sinclair   | Western New York Flash    | 1 P, 2 B, BV                                                        |
| « Semaine 15 »(Archive.org • Wikiwix • Archive.is • Google • Que faire ?) | Christine Sinclair   | Western New York Flash    | BOS 2-2 WNY                                                         |
| « Semaine 16 »(Archive.org • Wikiwix • Archive.is • Google • Que faire ?) | Verónica Boquete     | Philadelphia Independence | 1 B, BV                                                             |
| « Semaine 16 »(Archive.org • Wikiwix • Archive.is • Google • Que faire ?) | Verónica Boquete     | Philadelphia Independence | 1 B, BV                                                             |
| « Semaine 17 »(Archive.org • Wikiwix • Archive.is • Google • Que faire ?) | Abby Wambach         | magicJack                 | 2 B                                                                 |
| « Semaine 17 »(Archive.org • Wikiwix • Archive.is • Google • Que faire ?) | Abby Wambach         | magicJack                 | 2 B, BV                                                             |
| « Semaine 18 »(Archive.org • Wikiwix • Archive.is • Google • Que faire ?) | Lauren Cheney        | Boston Breakers           | 2 B, BV                                                             |

 BE=But encaissé B=But P=Passe PE= Penalty Arrêté BV=But Vainqueur PG=Passe Gagnante